# 段復禮
段復禮（15世紀—1430年代），河南南陽府裕州舞陽縣人，明朝經學家。

## 生平
段復禮家貧但力學，精通《禮經》含義，有儒者之風，亦喜愛啟迪後進，教授士子有師範，獲鄉人敬愛，是宣德十年（1435年）的舉人，正統元年（1436年）成進士，惟未出仕即去世。

## 引用
1. 1 2  道光《舞陽縣志·卷九·人物志》：段復禮，正統丙辰進士，家素寒，力學不倦，通《禮經》奧旨，恂恂和厚，人與之游，如飲醇醪，尤喜誘掖後學，鄉人士胥敬愛之，未仕卒。
2. ↑  道光《舞陽縣志·卷八·選舉》：進士……明……段復禮 正統丙辰科，有傳……舉人……明……段復禮 正統丁卯【宣德乙卯】科
3. ↑  嘉慶《南陽府志·卷五·人物志》：段復禮，舞陽人，正統間進士，家素寒，力學無間，以《禮經》教授江右有師範，未仕卒。